# Маззалитис, Валентин Эрнестович
Валентин Эрнестович Маззалитис (латыш. Valentīns Mazzālītis; 9 февраля 1930, Руцава, Латвия — 5 апреля 2017) — советский и латвийский тренер по легкой атлетике, специализировавшийся на метании копья, заслуженный тренер СССР.

## Биография
В 1954 г. окончил Латвийский государственный институт физической культуры. Тренер сборной СССР по метанию копья на Олимпийских играх 1964, 1968, 1972 годов. Наиболее известные воспитанники — олимпийский чемпион Янис Лусис и Инесе Яунземе, а также чемпионка СССР Мара Саулите.
С 1973 по 1978 г. — заведующий кафедрой Латвийской спортивно-педагогическая академия академии. С 1990 по 2000 год работал методистом-преподавателем в Латвийском методическом центре по метанию копья.
Лауреат конкурса «Лучший спортсмен Латвии» в номинации «За многолетний вклад в латвийский спорт» (2005).

## Награды и звания
Заслуженный тренер СССР (1968).